# Pinuccio Pirazzoli
Pinuccio Pirazzoli, pseudonimo di Giuseppe Pirazzoli (Milano, 9 giugno 1949), è un chitarrista, arrangiatore e direttore d'orchestra italiano.

## Biografia
Il suo debutto musicale avviene nel 1964 quando collabora con Antoine. Nel 1968 entra come chitarrista ne I Ragazzi della Via Gluck, gruppo che accompagnava Adriano Celentano fino al 1970.
Successivamente inizia la carriera di arrangiatore e collabora con numerosi artisti: Gino Paoli (con il quale realizza cinque LP a partire dal 1971), Donatella Rettore, Fiordaliso, Adriano Celentano, Mauro Pelosi, Fausto Leali, Renato Zero, Ricchi e Poveri, Al Bano, Toto Cutugno, Luca Barbarossa, Luis Miguel, Franco Simone, Iva Zanicchi ecc.
Dirige anche le musiche in tre pellicole cinematografiche: Si ringrazia la regione Puglia per averci fornito i milanesi (1982), Bingo Bongo (con Adriano Celentano nel 1982) e Mak π 100 (1987) e di serie televisive come Don Tonino seconda stagione con Andrea Roncato, Gigi Sammarchi e Manuel De Peppe.
A partire agli anni Ottanta partecipa a numerose edizioni del Festival di Sanremo come direttore d'orchestra, attività che diventerà per lui prevalente negli anni novanta e duemila. Dirige infatti l'orchestra a numerose trasmissioni Rai come Fantastico, I cervelloni, varie edizioni di Domenica in, Cocco di mamma.
Nel 2004 è il direttore d'orchestra di Music Farm e poi arrangiatore della Music Farm Compilation, contenente alcuni brani eseguiti durante la trasmissione di Rai 2. Cura le musiche e gli arrangiamenti nelle edizioni 1993 e 1994 del Grande Gioco dell'Oca di Jocelyn, in onda su Rai 2, e de Il grande gioco del mercante in fiera trasmesso nel 1996 da Telemontecarlo.
In seguito dirige dal vivo l'orchestra di I migliori anni e di Voglia d'aria fresca, programmi condotti da Carlo Conti su Rai 1.
Dal 20 maggio 2011 è direttore d'orchestra del programma televisivo Lasciami cantare!. Dal 14 settembre 2012 partecipa a Tale e quale show su Rai 1 come direttore dell'"Orchestra Invisibile" e coach.
Dal 19 gennaio 2013 è il direttore d'orchestra dello show del sabato sera di Rai1 I migliori anni versione Canzonissima. Realizza le basi delle catene musicali per il game show preserale Reazione a catena - L'intesa vincente di cui è compositore della sigla e dei sottofondi musicali delle prove del gioco. Nel 2015, 2016 e 2017 è direttore d'orchestra dei Festival di Sanremo di Carlo Conti
Ha inoltre composto l'inno de Il collegio di Rai 2.
Dal 2018 è direttore d’orchestra della trasmissione televisiva La Corrida, condotta da Carlo Conti.
A inizio 2025 viene trasmesso su Canale 5 il film A Capodanno tutti da me di cui Pirazzoli è compositore delle musiche e il figlio Gianluca produttore. Nello stesso anno torna alla direzione d'orchestra del Festival di Sanremo 2025, nuovamente condotto da Carlo Conti.

### Vita privata
Ha due figli: Gianluca (nato nel 1971) e Marco (nato nel 1980).

## Filmografia

### Colonna sonora
- Si ringrazia la regione Puglia per averci fornito i milanesi, regia di Mariano Laurenti (1982)
- Bingo Bongo, regia di Pasquale Festa Campanile (1983)
- Joan Lui - Ma un giorno nel paese arrivo io di lunedì, regia di Adriano Celentano (1985)
- Mak π 100, regia di Antonio Bido (1987)
- Don Tonino (seconda stagione), regia di Fosco Gasperi (1989)
- A Capodanno tutti da me, regia di Toni Fornari e Andrea Maia – film TV (2025)